# Андреј Канчељскис
Андреј Канчељскис (рођен 23. јануара 1969. у Кировограду, СССР) је совјетски и руски фудбалер. Играо је за фудбалске репрезентације СССР, ЗНД (СНГ) и Русије. Од фебруара 2007, Канчељскис је генерални директор фудбалског клуба „Носта“ Новотроицк.

## Клуб каријере

### Почетак каријере
Прво фудбалско образовање стекао је у спортској школи „Звезда“ у Кировограду. Фудбалску каријеру започео је на самом врху, под вођством Валерија Лобановског у „Динаму“ из Кијева, који је преведен након позива у војску у 1988. Године 1989, играо је за „Динамо“ из Кијева у 15 утакмица и освојио бронзану медаљу на првенству СССР. По освајању медаље прелази у украјински клуб Доњецк „Шахтјоре“, у чијем саставу је одиграо одличну сезону због чега је био позван у совјетску репрезентацију за учешће у квалификационом турниру за Европско првенство 1992.

### Енглеска, Италија и Шкотска
Дана 6. фебруара 1991, током пријатељске утакмице са репрезентацијом Шкотске у Глазгову, Канчељскиса је запазио главни тренер шкотске репрезентације и тренер енглеског фудбалског клуба Манчестер јунајтед сер Алекс Фергусон. Канчељскис је прешао у Манчестер јунајтед у којем је остао пуне четири године, од 1991. до 1995. Од прве сезоне је био у сталној постави Манчестер јунајтеда на месту средњег везног играча. Био је један од главних носилаца игре поред великих имена као што су Петер Шмејхел, Ерик Кантона, Брајан Робсон, Пол Инс, Марк Хјуз и Рајан Гигс. За то време је помогао тиму да постану прваци Енглеске два пута. Такође је освојио Куп Енглеске, енглеског Лига купа, европски супер куп и два пута Супер куп у Енглеској. Канчељскис је за Манчестер јунајтед одиграо укупно 162 утакмице и постигао 36 голова. У сезони 1994/95, због мањих повреда, али и због неповерења у главног тренера Алекса Фергусона, Канчељскис је много утакмица преседеео на клупи за резервне играче. Између тренера и играча избила је свађа. У вансезони Канчељскис је продат ливерпулском Евертону.
Сезона 1995/96 у Евертону је била веома успешна за Канчељскиса. Лако се уклопио у екипу а Евертон је крај првенства дочекао на шестом месту. Следеће сезоне Канчељскис је играо само шест месеци за Евертон. Управа клуба га је, због финансијских тешкоћа, продала ФК „Фјорентина“.
Године 1998, прешао је у шкотски ФК „Ренџерс“.

## Трофеји

### Манчестер јунајтед
- Премијер лига (2) : 1992/93, 1993/94.
- ФА куп (1) : 1993/94.
- Лига куп Енглеске (1) : 1991/92.
- Черити шилд (2) : 1993, 1994.
- Суперкуп Европе (1) : 1991.

### Ренџерс
- Првенство Шкотске (2) : 1998/99, 1999/00.
- Куп Шкотске (3) : 1998/99, 1999/00, 2001/02.

### Репрезентација СССР
- Европско првенство до 21 године (1) : 1990.

### Индивидуална признања
- Играч године–награда Мат Безби (1) : 1994/95.